# Anni B Sweet
Anni B Sweet, właśc. Ana López (ur. 1988 w Maladze) – hiszpańska piosenkarka.

## Życiorys
W wieku 9 lat tworzyła pierwsze kompozycje. Po latach współpracy z wieloma zespołami w rodzinnej Maladze przeniosła się do Madrytu w celu realizacji większych projektów muzycznych. W stolicy współpracowała z zespołem Humanity, w końcu rozpoczęła karierę solową. Otrzymywała artystyczne wsparcie od Javiera Doria z The Melocotons oraz Briana Hunta. Jej kompozycje odniosły sukces w Internecie, dzięki czemu została zauważona i podpisała kontrakt z takimi wytwórniami Arindelle i Subterfuge Records.
Jej pierwszy album pod tytułem „Start, Restart, Undo” został wydany 28 kwietnia 2009. Reedycja zawierająca dodatkowo m.in. singiel „Take on me” pojawiła się 10 grudnia 2009.
Anni B. Sweet pisze teksty swoich utworów przeważnie w języku angielskim. Jej twórczość inspirowana muzyką akustyczną, folk oraz indie pop, przeważnie cechują się łagodnym brzmieniem oraz zawiera duży ładunek emocjonalny.

## Dyskografia

### Start Restart Undo
1. A Sarcastic Hello
2. Motorway
3. Oh i oh oh i
4. Let’s have a picnic
5. Song of Pain
6. La La La
7. Capturing Images
8. To roll like a ball
9. Second hand
10. Tumbado en mi Maqueta Azul
11. Again
12. Mr. D
13. Take on Me (bonus)
14. Burnt (bonus)
15. Deepest Hole (bonus)
16. 2 Monkeys (bonus)